# 拉法若勒
拉法若勒（法語：La Fajolle，法語發音：[la faʒɔl] ⓘ）是法国奥德省的一个市镇，属于利穆区。

## 地理
拉法若勒（42°46'14"N, 1°57'53"E）面积15.79 平方千米，位于法国奧克西塔尼大區奥德省，该省份为法国南部沿海省份，北起塔恩省，西北接上加龙省，西接阿列日省，南至东比利牛斯省，东临地中海，东北与埃罗省接壤。
与拉法若勒接壤的市镇（或旧市镇、城区）包括：阿斯库、米雅内斯、索尔雅、梅里亚勒。

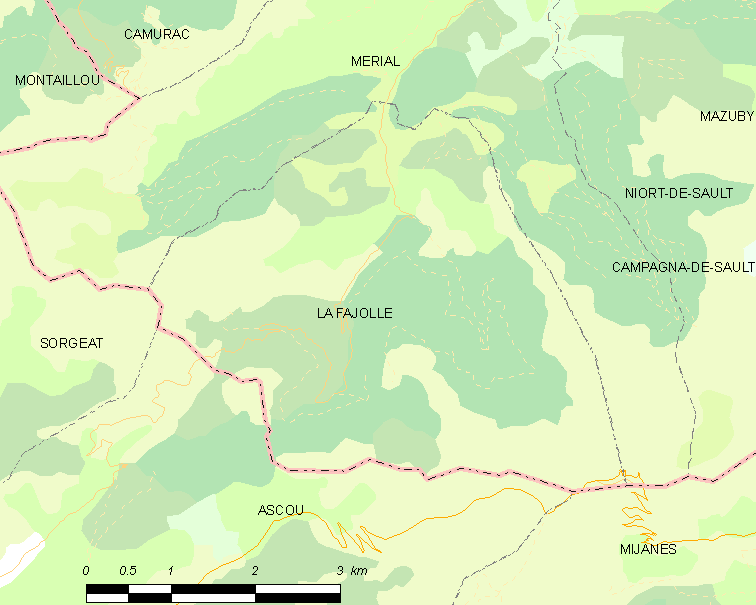
拉法若勒的OSM定位图

拉法若勒的时区为UTC+01:00、UTC+02:00（夏令时）。

## 行政
拉法若勒的邮政编码为11140，INSEE市镇编码为11135。

## 政治
拉法若勒所属的省级选区为上奥德河谷县。

## 人口

1962-2008年间拉法若勒人口变化图示

拉法若勒于2022年1月1日时的人口数量为13人。